# Estepona
Estepona település Spanyolországban, Málaga tartományban.   Lakosainak száma 78 413 fő (2024).

## Fekvése
Estepona Casares, Genalguacil, Jubrique, Júzcar, Benahavís és Marbella községekkel határos.

## Népesség
A település népessége az elmúlt években az alábbi módon változott:
| Lakosok száma | 43 527 | 50 488 | 60 328 | 65 592 | 67 101 | 66 566 | 66 863 | 68 286 | 74 493 | 78 413 |
|               | 2001   | 2004   | 2007   | 2009   | 2012   | 2014   | 2017   | 2019   | 2022   | 2024   |

## Híres személyek
- Itt halt meg 2011-ben Gary Moore észak-ír gitáros.
- Itt halt meg 2013-ban Alvin Lee brit gitáros